# Ciudad Miguel Alemán
Ciudad Miguel Alemán est une ville frontalière située dans la partie nord-ouest de l'État de Tamaulipas, au Mexique. Elle appartient au bassin versant du fleuve Río Grande, qui marque la frontière entre les États-Unis et le Mexique, et est le chef-lieu de la municipalité de Miguel Alemán, dans la région Norte, qui est une des 6 subdivisions administratives de l'État de Tamaulipas.

## Géographie
La ville de Ciudad Miguel Alemán se trouve dans une zone de plaine, à une altitude de 55 mètres. Elle est établie sur la rive sud du fleuve Río Grande, face au comté texan de Starr.
Sa population était de 16 755 habitants en 2010.

## Toponymie
Son nom lui a été attribué en 1950 selon celui du président alors en exercice Miguel Alemán Valdés.

## Histoire
En 1927, la ville de San Pedro de Roma voit la construction d'un pont international vers les États-Unis, ce qui favorise son développement. En 1950, elle devient le chef-lieu de la nouvelle municipalité de Miguel Alemán, et prend alors le nom de Ciudad Miguel Alemán.